# Jag vill om du vågar
Jag vill om du vågar är en låt som tävlade i Melodifestivalen 2010 framförd av Pernilla Wahlgren, skriven av Pontus Assarsson, Jörgen Ringqvist (text och musik) och Daniel Barkman (text). Låten framfördes först i den fjärde deltävlingen i Malmö, där den kom på tredje plats, och kom till Andra chansen. Där vann Wahlgren med låten över både Pain of Salvation och Crucified Barbaras bidrag och tog sig till finalen i Globen 13 mars. Där slutade låten på tionde och sista plats med totalt 12 poäng.

## Listplaceringar
| Lista (2010)         | Topplacering |
| -------------------- | ------------ |
| Svenska singellistan | 18           |